# Heinrich Averbeck
Johann Heinrich Bernhard Martin Averbeck (* 13. August 1844 in Bremen; † 2. Februar 1889 in Bad Laubach am Rhein bei Koblenz) war praktischer Arzt und Kurarzt, gilt als Begründer der physikalischen Heilmethoden und deren Kombination.

## Leben
Nach dem Abitur 1864 am Alten Gymnasium in Bremen studierte der Sohn eines bremischen Lampenfabrikanten Medizin in Heidelberg, Göttingen und Basel, wo er auf Veranlassung von Carl von Liebermeister mit einer Dissertation über die Addisonsche Krankheit, die erstmals von Thomas Addison 1855 beschrieben worden war, 1868 summa cum laude promoviert wurde. Nach weiteren Studien in Tübingen und Göttingen schrieb er 1869 die erste zusammenfassende Monographie über den Morbus Addison. Auf seine medizinische Entwicklung hatten maßgebenden Einfluss neben Karl Ewald Hasse, Jacob Henle, August Socin vor allem Carl von Liebermeister.
Von 1868 bis 1879 war er in Bremen als praktischer Arzt, Wundarzt und Geburtshelfer in eigener Praxis tätig. In dieser Zeit trat er mit Veröffentlichungen über die Impfung und Impfzwang, 1876, Die soziale Frage und ihre Lösung, 1877, und Die Verfälschung der Nahrungs- und Genußmittel, 1878 in Erscheinung. Zu letzterem Thema hielt er Vorträge und verfasste Artikel für die Weser-Zeitung in Bremen.
Im April 1879 eröffnete er zusammen mit dem aus dem ostpreußischen Schievelbein stammenden, jüdischen vormaligen Militärarzt, einem preußischen Stabsarzt, Dr. Ludwig Senff (1833–1885), in Baden-Baden Heilanstalten, in denen erstmals in einem Institut zusammengefasst, sämtliche physikalischen Heilmethoden und deren Kombination in der Anwendung vor allem bei chronischen Leiden und Krankheiten durchgeführt werden konnten. Die hierbei ebenfalls erstmals durchgeführte antiseptische Inhalationsmethode in Verbindung mit Lungengymnastik und die Medizinische Gymnastik nahmen dabei eine dominierende Stellung ein. Grundidee war, durch die modifizierte und kombinierte Anwendung der zur Verfügung stehenden physikalischen Heilmittel eine Anregung und Modifikation der Stoffwechselprozesse, allgemein und lokal, zu bezwecken. Er vertrat die Ansicht, dass zwar die einzelnen Heilmittel nichts Neues seien, aber gerade in ihrer Kombination und individuellen Anwendung und Dosierung eine bedeutsame Wirkung erzielen können. Zum Jahreswechsel 1880/1881 übernahm er nach dem Ausscheiden Senffs die alleinige Leitung dieses Institutes. Als 2. Arzt beschäftigte er Dr. Eugen Kommerell (1854–1936), der seit 1881 bis zur Auflösung der Heilanstalt in Baden-Baden bei ihm arbeitete.
Im Laufe des Jahres 1882 erfolgte der Kauf der Kaltwasserheilanstalt Bad Laubach am Rhein bei Koblenz von der in Liquidation gegangenen Aktiengesellschaft. Überführung der Einrichtungen der Anstalt in Baden-Baden nach Bad Laubach (alte Schreibweise: Laubbach) mit vollständiger Modernisierung 1882–1883. Erstmals Schaffung eines Zentrums für Physikalische Medizin bei gleichzeitig möglicher stationärer Aufnahme der Patienten als Musteranstalt für die Durchführung der physikalischen Therapie an Kliniken und in Kurorten. In dieser Zeit Arbeiten über Heilgymnastik und Massage. 1886 Einführung des Begriffes: die „akute Neurasthenie“ in gleichnamiger Arbeit als Ergänzung zur ersten klassischen deutschen Monographie (1885) über die Neurasthenie von Rudolf Arndt. Diverse Rezensionen hierzu unter anderem von Sigmund Freud 1887. Über die Anwendung der physikalischen Heilmethoden in deren Kombination gerade bei inneren Erkrankungen hatte er Kontakte u. a. auch mit Ernst L. Wagner und Alfred Hegar, die ihm Patienten zur Weiterbehandlung schickten. 1886 Forderung nach Gründung einer Gegenseitigkeits-Versicherung Gesundheit, die es jedem körperlich-geistig arbeitenden Kulturmenschen ermöglichen solle, alle 3–5 Jahre für die Zeit von 3–8 Wochen eine Kur zu machen oder eine Sommerfrische aufzusuchen. Somit initiale Pionieridee für die späteren Landesversicherungsanstalten. 1888 Arbeit über Die geistige Überbürdung der Jugend. Sein Schwager Otto Binswanger schloss sich in seiner großen Arbeit über die Neurasthenie 1896 der therapeutischen Auffassung über die Möglichkeiten der physikalischen Heilmethoden nachhaltig an.
Averbeck war seit 1886 Mitglied der von Oskar Liebreich mit gegründeten Balneologischen Sektion (seit 1889: Balneologische Gesellschaft) der Gesellschaft für Heilkunde in Berlin und wissenschaftlicher Mitarbeiter der Allgemeinen Deutschen Universitäts-Zeitung in Berlin. Als solcher wurde er im Zuge der geplanten Reform der Gymnasialausbildung von 1887/88 zum Mitglied der erweiterten „Schul-Commission der Deutschen Akademischen Vereinigung“ ernannt, die unter der Leitung des Geheimen Medizinalrates Prof. Friedrich von Esmarch stand. Im Juni 1888 wurde er im Verlauf der sogen. Bismarck-Geffcken-Affäre beauftragt, den Diplomaten und Juristen Prof. Friedrich Heinrich Geffcken in seinem Sanatorium Bad Laubbach zu beobachten. Averbecks Gutachten kam im späteren Gerichtsverfahren in der Sache Geffcken zum Tragen und ist noch erhalten.
Averbeck war verheiratet mit Mathilde geb. Bädecker, Tochter des bremischen Kaufmannes und Reeders Reinhard W. Bädecker (1803–1868). Er wurde in Gotha eingeäschert und auf dem Riensberger Friedhof in Bremen beigesetzt. Sein einziger Sohn Bernhard Averbeck war später Präsident des DZB, Deutscher Zement-Bund.

## Veröffentlichungen
- Die Addisonsche Krankheit. Erlangen 1869.
- Über Impfung und Impfzwang. Bremen 1876.
- Die Behandlung der Rachenbräune (Diphteritis epidemica) nach mehrjährigen praktischen Erfahrungen. In: Wiener medizinische Wochenschrift. Band 26, Nr. 38/39, 1876.
- Die soziale Frage und ihre Lösung. Bremen 1877.
- Die Verfälschung der Nahrungs- und Genußmittel. 1. Auflage. Bremen 1878. (2. Auflage Norden 1889)
- Die Medizinische Gymnastik. Stuttgart 1882.
- Die Behandlung der Milchknoten mit Massage. In: Medizin.-chirurgische Rundschau. Wien. 1882, S. 382.
- Die Kurorte, ihre Aufgabe und Zukunft. unbek.
- Zur Behandlung der Ranula. In: Archiv für klinische Chirurgie. Band 33, 1884, S. 452.
- Heilgymnastik, Verdient die mechanische oder manuelle Methode den Vorzug. In: Allgem. Wiener medizin. Zeitung. Band 30, Nr. 16/17, 1885. (Sonderdruck)
- Über Massagebehandlung bei Leberleiden. In: Allgemeine Wiener medizin. Zeitung. Band 30, Nr. 32/33, 1885.
- Die psychologische Bedeutung der Heilgymnastik und Massage bei der Behandlung gewisser Nervenleiden,. In: Allgemeine Wiener medizin. Zeitung. Band 31, Nr. 2/3/4, 1886.
- Über den Choc in der Kaltwasserbehandlung bei Nervenleiden. unbek.
- Die akute Neurasthenie, die plötzliche Erschöpfung der nervösen Energie. Berlin 1886.
- Die geistige Überbürdung der Jugend. In: Allgemeine Deutsche Universitäts-Zeitung Berlin. Band 1, Nr. 18ff, 1887.
- Die Morphiumsucht. In: Deutsche Medizinal-Zeitung. Band 8, Nr. 37–40, 1887. (Sonderdruck Nr. 75)
- Die Morphiumsucht und ihre Behandlung v. Albrecht Erlenmeyer, besprochen und kritisch beleuchtet von Dr. H. Averbeck. In: Deutsche Medizinal-Zeitung. Band 9, Nr. 1–11, 1888. (Sonderdruck Nr. 81)
- Die Kehlkopfmassage. In: Deutsche Medizinal-Zeitung. Band 9, 1888, S. 397ff. (Sonderdruck Nr. 82)